# Ratusz w Kłodzku

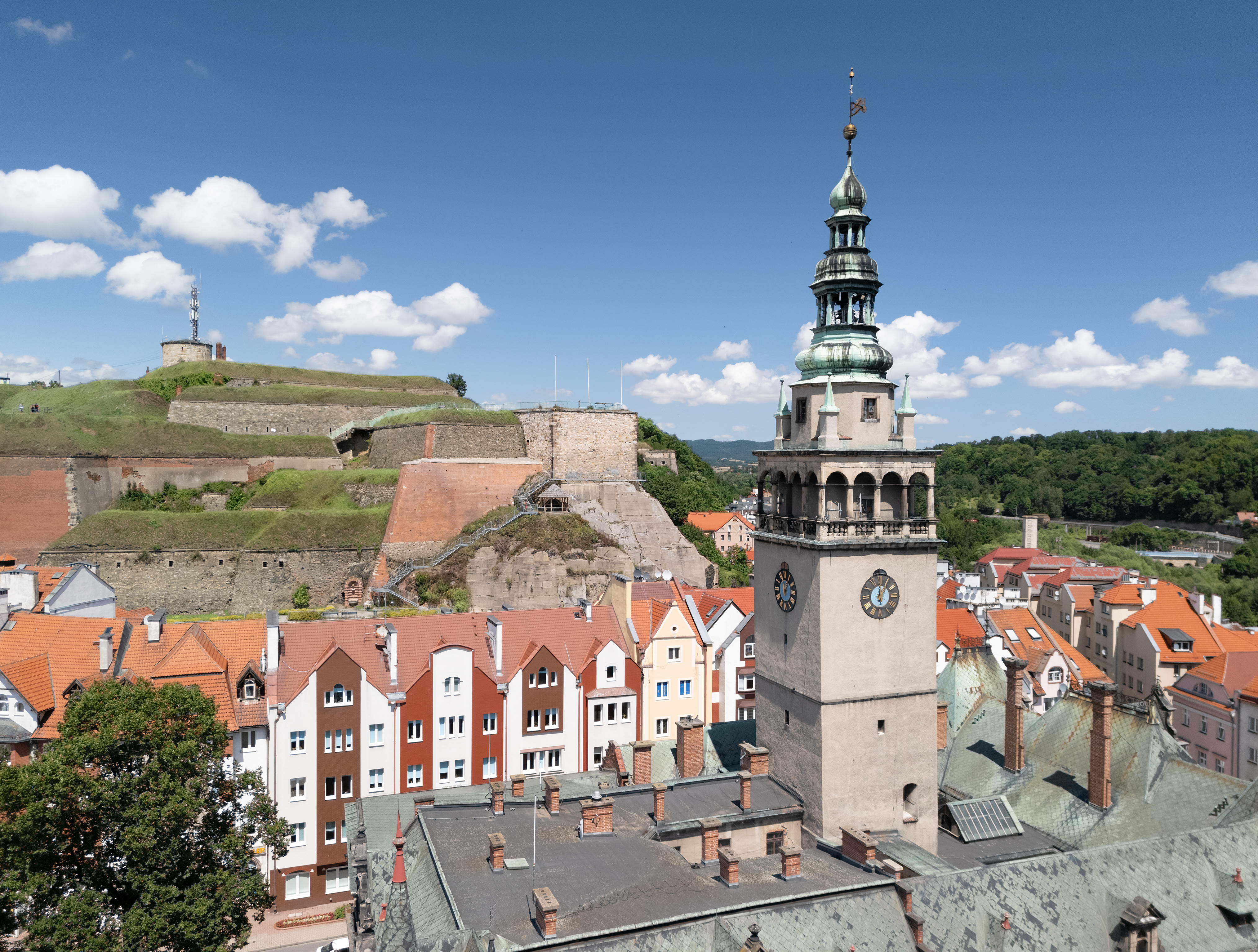
Wieża ratusza

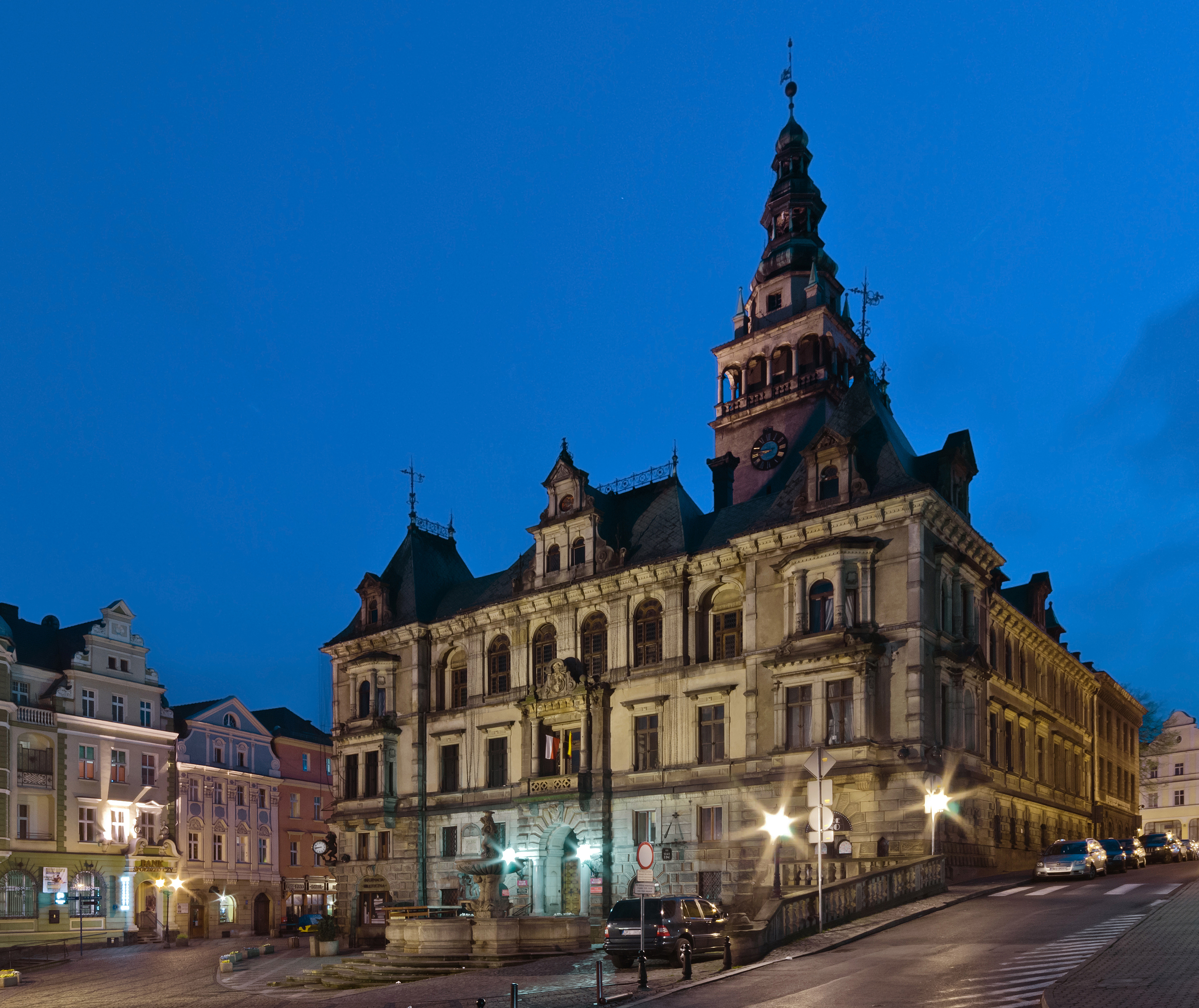
Budynek ratusza

Ratusz w Kłodzku – neorenesansowy, zabytkowy ratusz położony w centralnej części placu Bolesława Chrobrego w Kłodzku, na Starym Mieście. Został zbudowany w latach 1887–1890 według projektu niemieckiego architekta Ewalda Bergera. Pierwotnie mieścił magistrat miasta Kłodzka, następnie oddział PKO. Od 1990 r. jest siedzibą Burmistrza Kłodzka, Rady Miejskiej w Kłodzku, wydziałów Urzędu Miejskiego w Kłodzku i straży miejskiej. Na parterze znajdują się Powiatowa i Miejska Biblioteka Publiczna oraz trzy kawiarnie i informacja turystyczna. W ratuszu mieści się również Studio Kłodzko Polskiego Radia Wrocław.

## Historia
Data rozpoczęcia budowy jest nieznana. Pewne jest, że powstał w pierwszej połowie XIV w. Nie wiadomo, jak wyglądała pierwotna budowla, która zlokalizowana była we wschodniej części rynku. Już w 1366 kroniki notują pożar ratusza, którego odbudowę dokończono w 1400 r. Zgodnie ze średniowiecznym zwyczajem parter zajmowały kramy piekarskie, sukiennicze i szewskie, zaś wyższą kondygnację – magistrat miejski. W latach 1549, 1622, 1653, 1654 dokonywano kolejnych przebudów budynku.
W 1744 r. ratusz ponownie spłonął. Odbudowy po tym pożarze były niefortunne. Elewacja zachodnia składała się z trzech niezharmonizowanych ze sobą części. Lewa należała do dobudowanej w XIX w. kordegardy, utrzymanej w pruskim stylu koszarowym z połowy XIX w. Ostatnia przebudowa nastąpiła w końcu XIX wieku po tym, kiedy kolejny raz obiekt spłonął – w nocy z 20 na 21 września 1886 roku. Przed spaleniem udało się uratować tylko pochodzącą ze średniowiecza wieżę.
Projektantem nowego ratusza był architekt Ewald Berger, który zatrudniony był wcześniej przy przebudowie pałacu w Bożkowie. Rozwiązania architektoniczne pałacu były inspiracją dla twórcy kłodzkiego ratusza. Budowa nowego gmachu trwała od 1887 do 1890 r., kosztowała miasto 319  tys. marek. Uroczystego otwarcia dokonano 24 września 1890 r. o godz. 17; interesantów przyjmowano już jednak od czerwca.
Przez pewien czas ratusz był siedzibą muzeum założonego w 1906 r., zajmującego dwa pomieszczenia. W grudniu 1950 r. do pomieszczeń parterowych ratusza zostały przeniesione: Powiatowa Biblioteka Publiczna i Miejska Biblioteka Publiczna (połączone ze sobą w 1955 r.).

## Architektura
Najstarszą i najlepiej zachowaną częścią pierwotnego ratusza jest średniowieczna wieża, o przekroju kwadratu, posiadająca na piętrze renesansową galerię. Wyższa część jest ośmiokątna i posiada barokowy hełm z iglicą. Bryła ratusza ma trzy kondygnacje i jest wykonana w stylu neorenesansowym. Dach i elewacje są bogato zdobione detalami architektonicznymi.
Do najokazalszych pomieszczeń należą:
- Sala posiedzeń rady z drewnianym stropem i boazeriami o charakterze neobarokowym
- Klatka schodowa reprezentacyjna, neobarokowa z witrażami, witrażowym świetlikiem oraz wykonanym z białego marmuru portalem wielkiej sali ozdobionej toskańskimi kolumnami
- Sala Rajców z malarstwem ściennym autorstwa K. i Z. Janotów

## Ratusz obecnie
Swoją główną siedzibę w kłodzkim ratuszu mają Rada Miejska w Kłodzku i Burmistrz Kłodzka. Sala Rady pełni funkcję sali posiedzeń. Mieści się tu również Urząd Miasta Kłodzka, który składa się z następujących jednostek organizacyjnych:
- Wydział Organizacyjny
  - Zespół ds. informatyzacji
  - Biuro Obsługi Ludności
- Wydział Księgowości
- Wydział Dochodów
- Wydział Mienia, Planowania Przestrzennego i Architektury
- Wydział Gospodarki Komunalnej i Ochrony Środowiska
- Wydział Gospodarki Mieszkaniowej i Wspólnot
- Wydział Infrastruktury
- Wydział Rozwoju Miasta
- Wydział Spraw Społecznych
- Wydział Spraw Obywatelskich
- Urząd Stanu Cywilnego
- Biuro Rady Miejskiej
- Zespół Zarządzania Kryzysowego i Obrony Cywilnej
- Zespół ds. budżetu gminy
- Zespół ds zamówień publicznych
- Audytor Wewnętrzny
- Stanowisko ds. BHP
- Pełnomocnik Burmistrza ds. rozwiązywania problemów uzależnień
- Pełnomocnik Burmistrza ds. Systemu Zarządzania Jakością

Ratusz otwarty jest w godzinach pracy Urzędu Miejskiego, czyli od poniedziałku do piątku w godz. 7.30–15.30.
Ponadto w gmachu mieszczą się straż miejska, a na parterze Powiatowa i Miejska Biblioteka Publiczna, restauracja-kawiarnia i informacja turystyczna oraz Studio Kłodzko Polskiego Radia Wrocław.

## Galeria

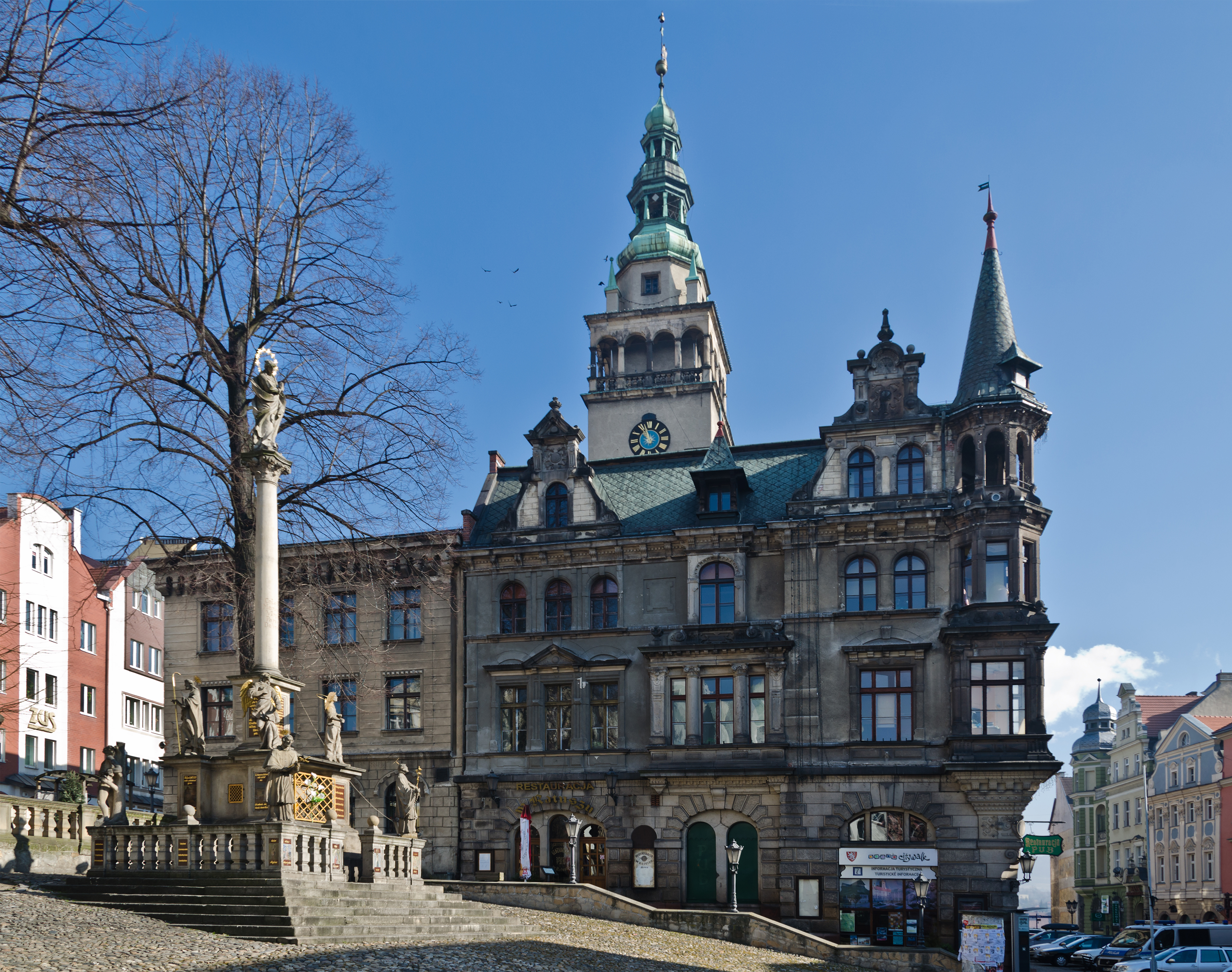
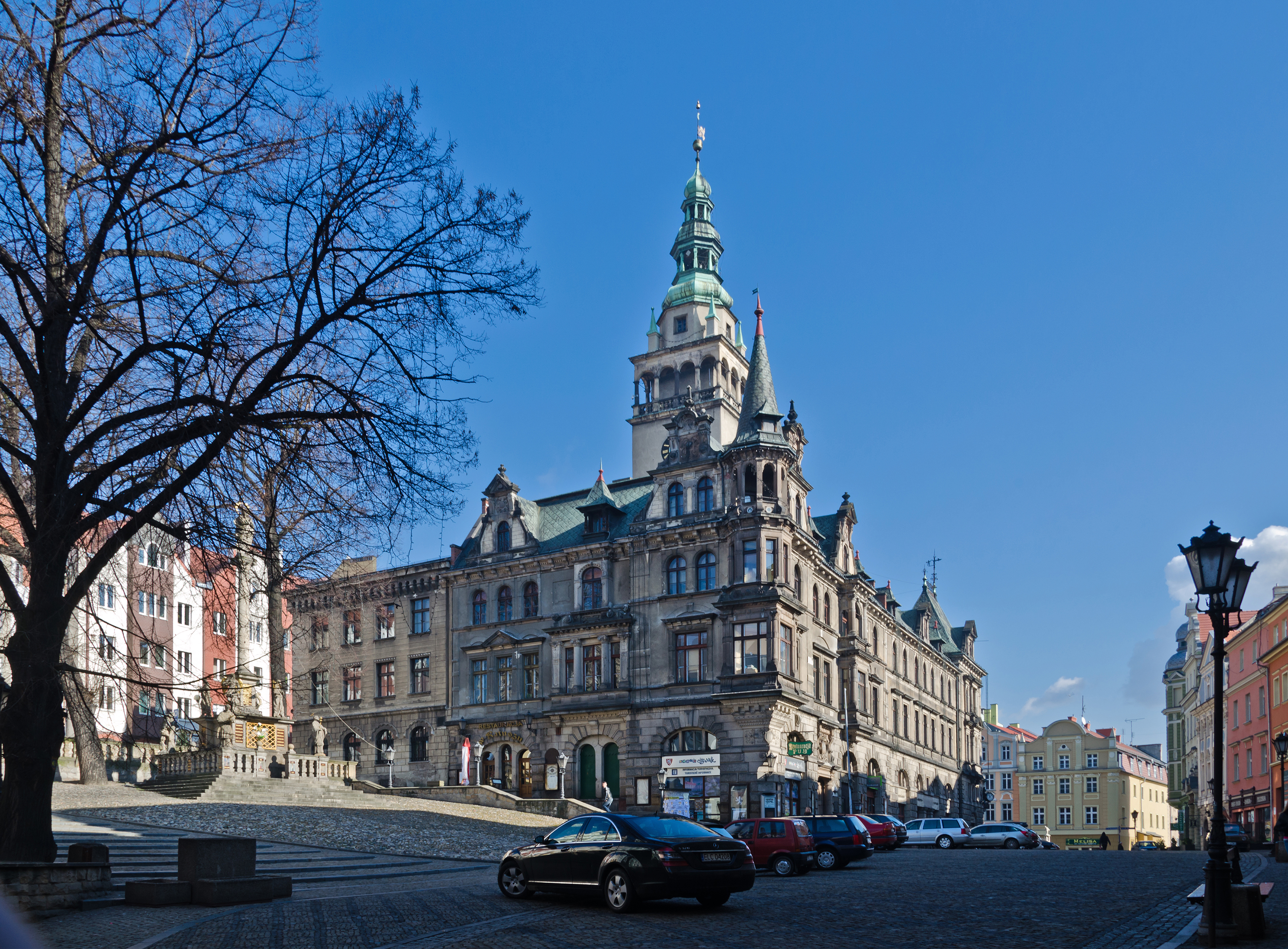
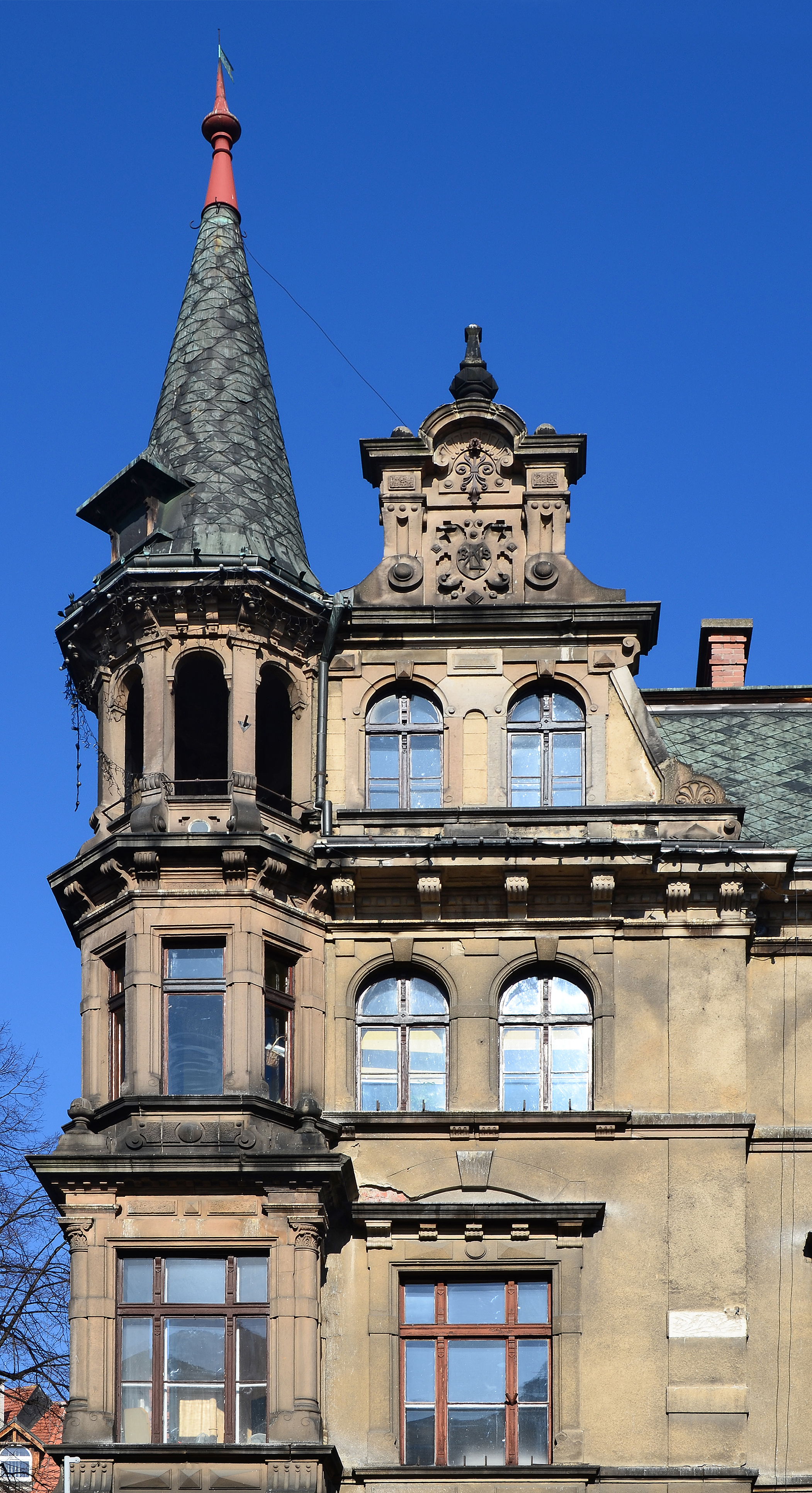
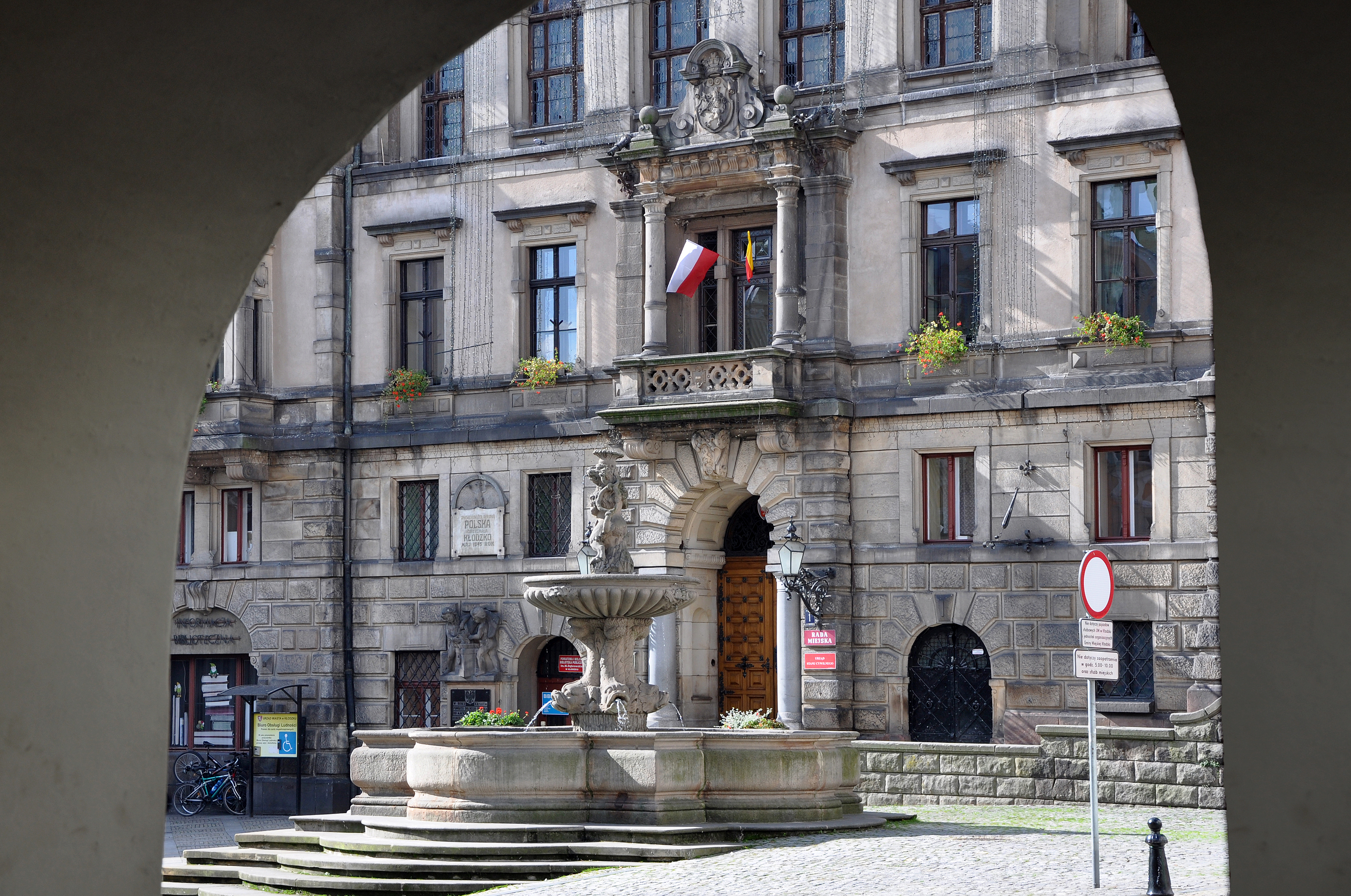
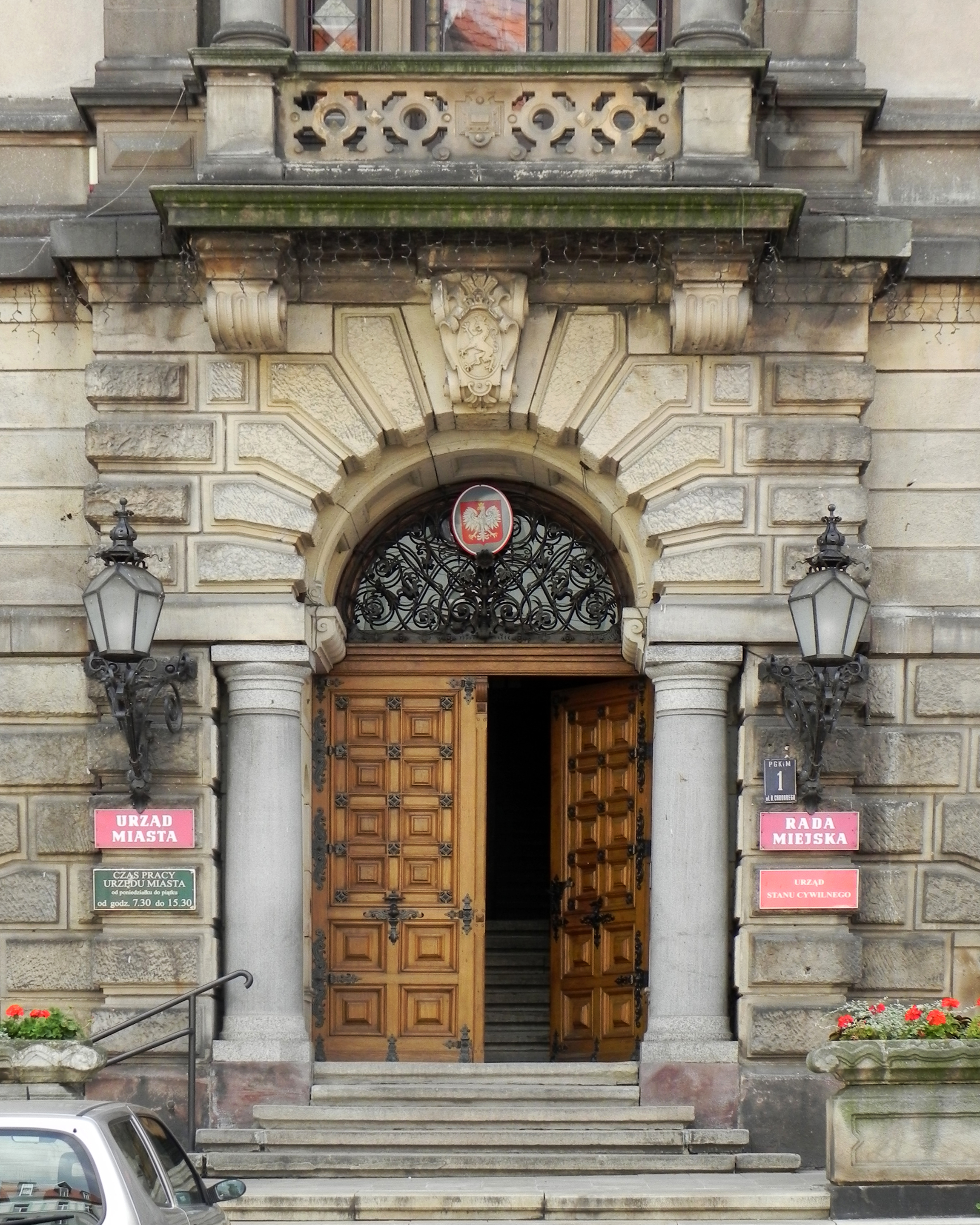
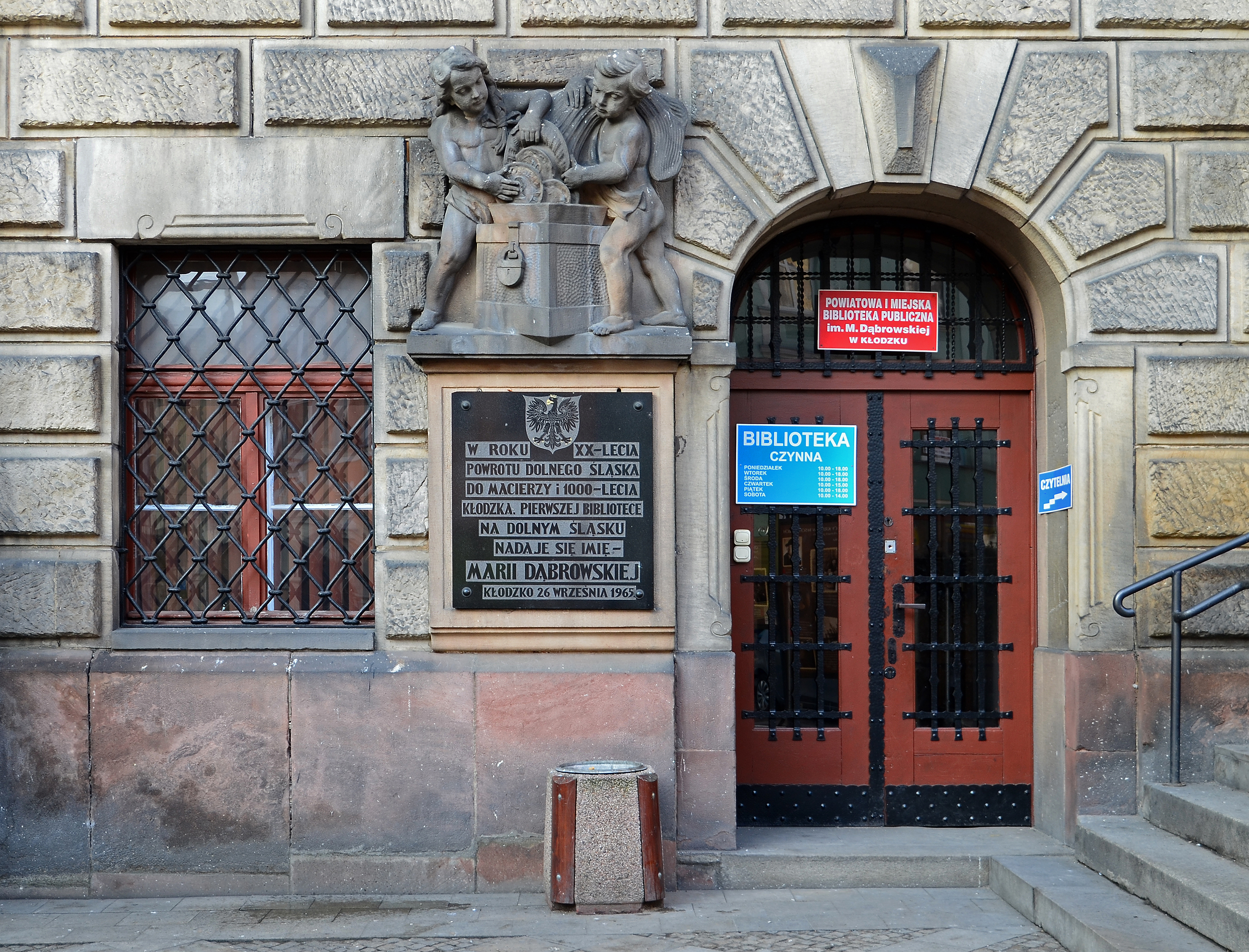
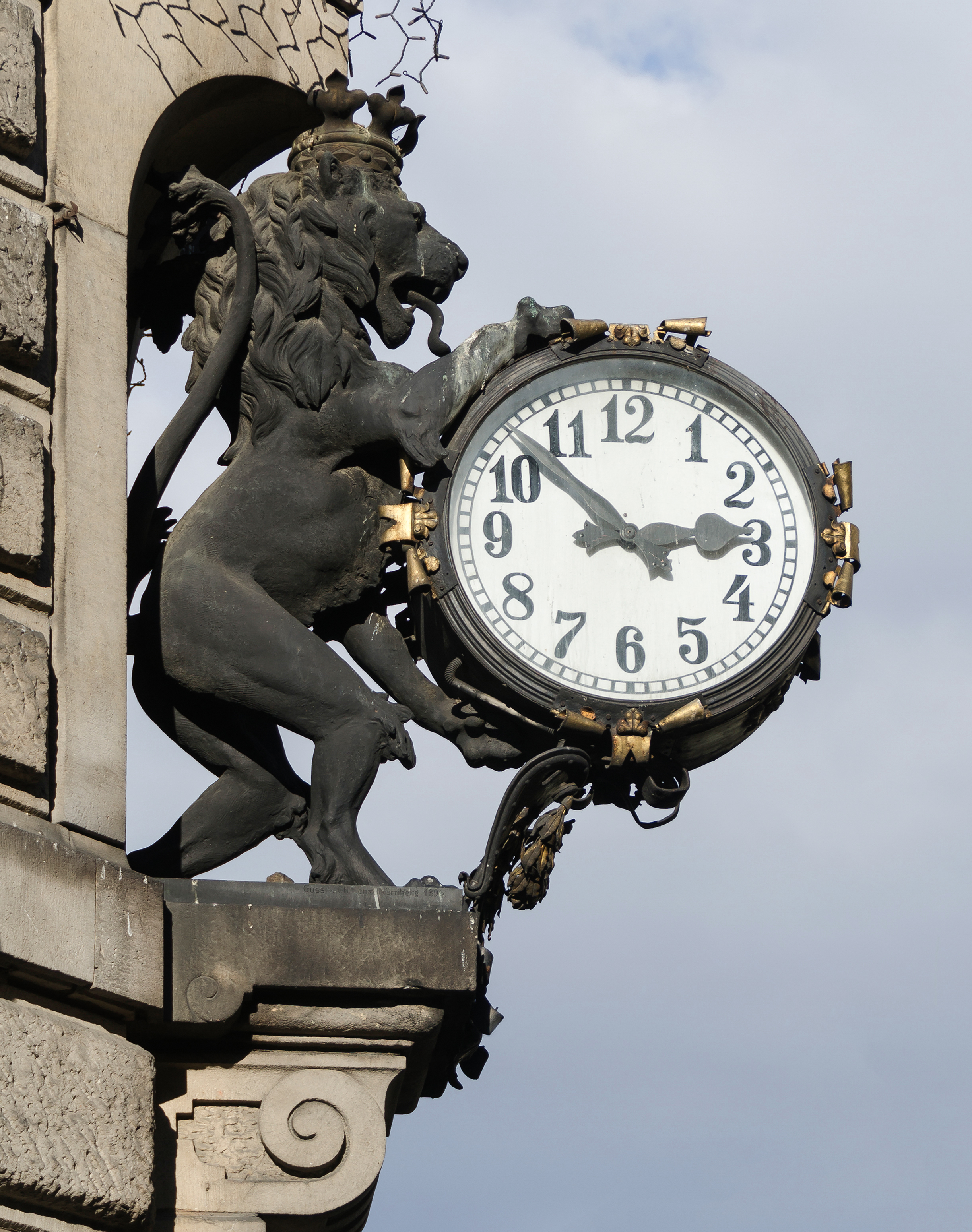
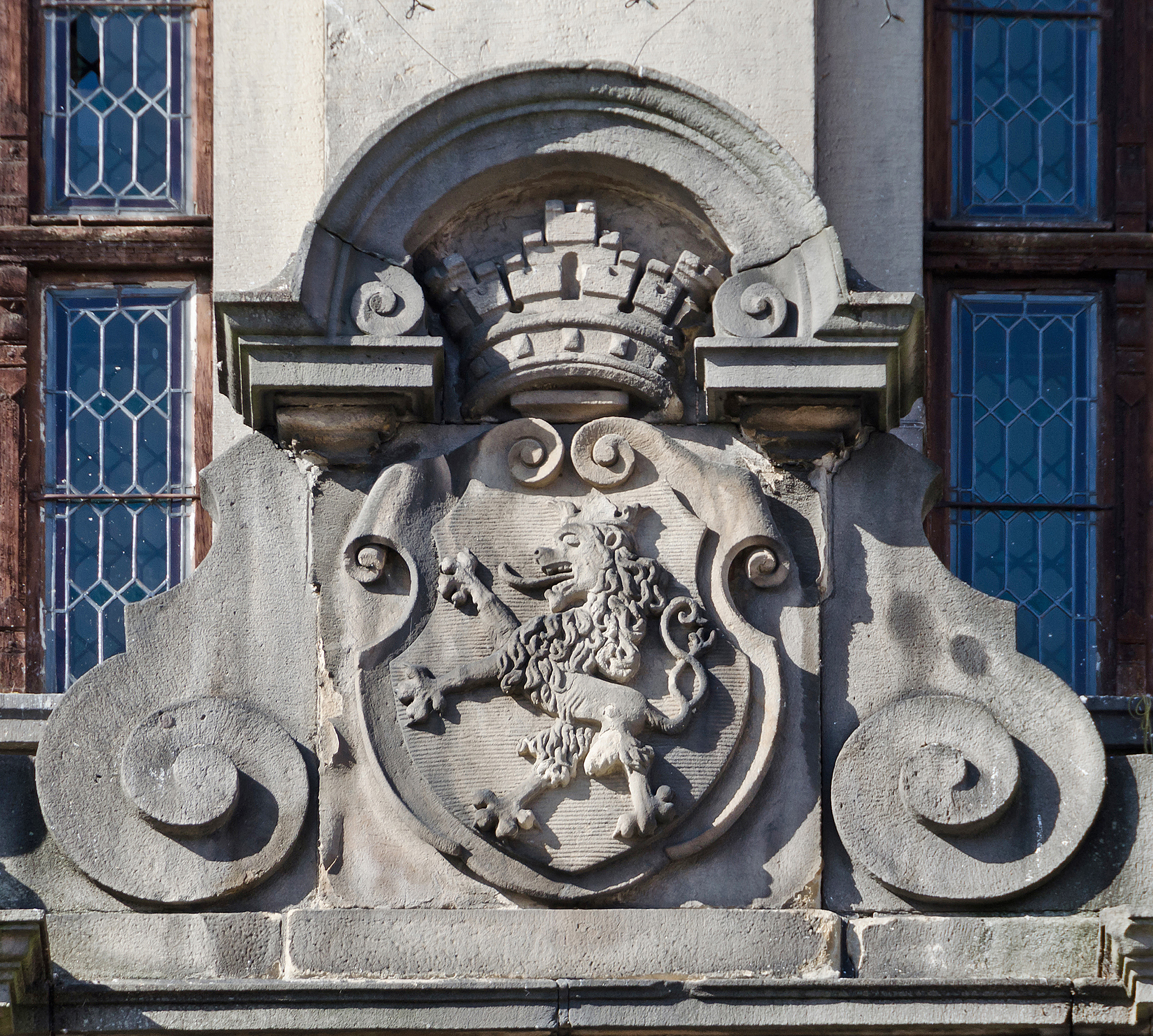
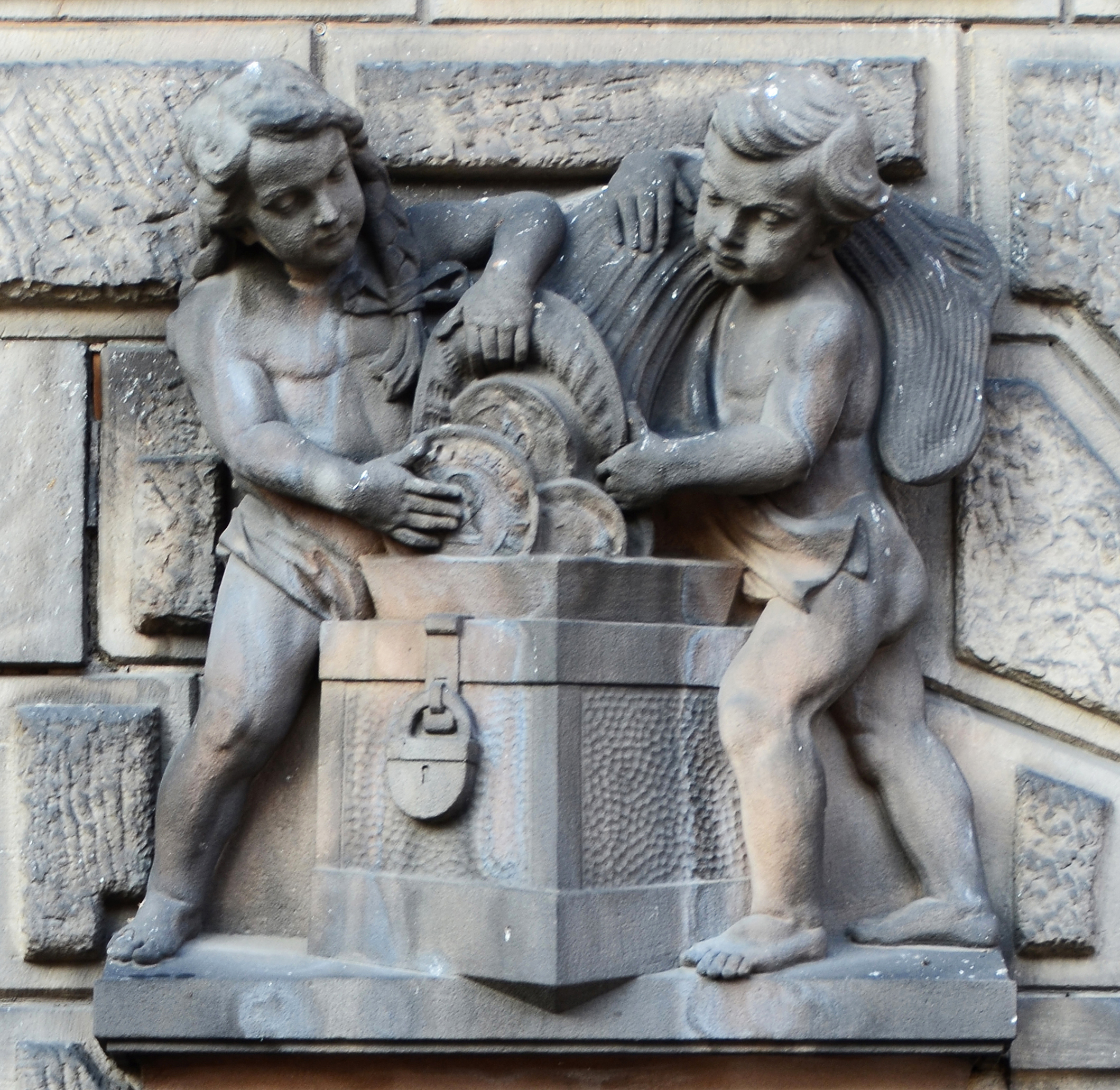
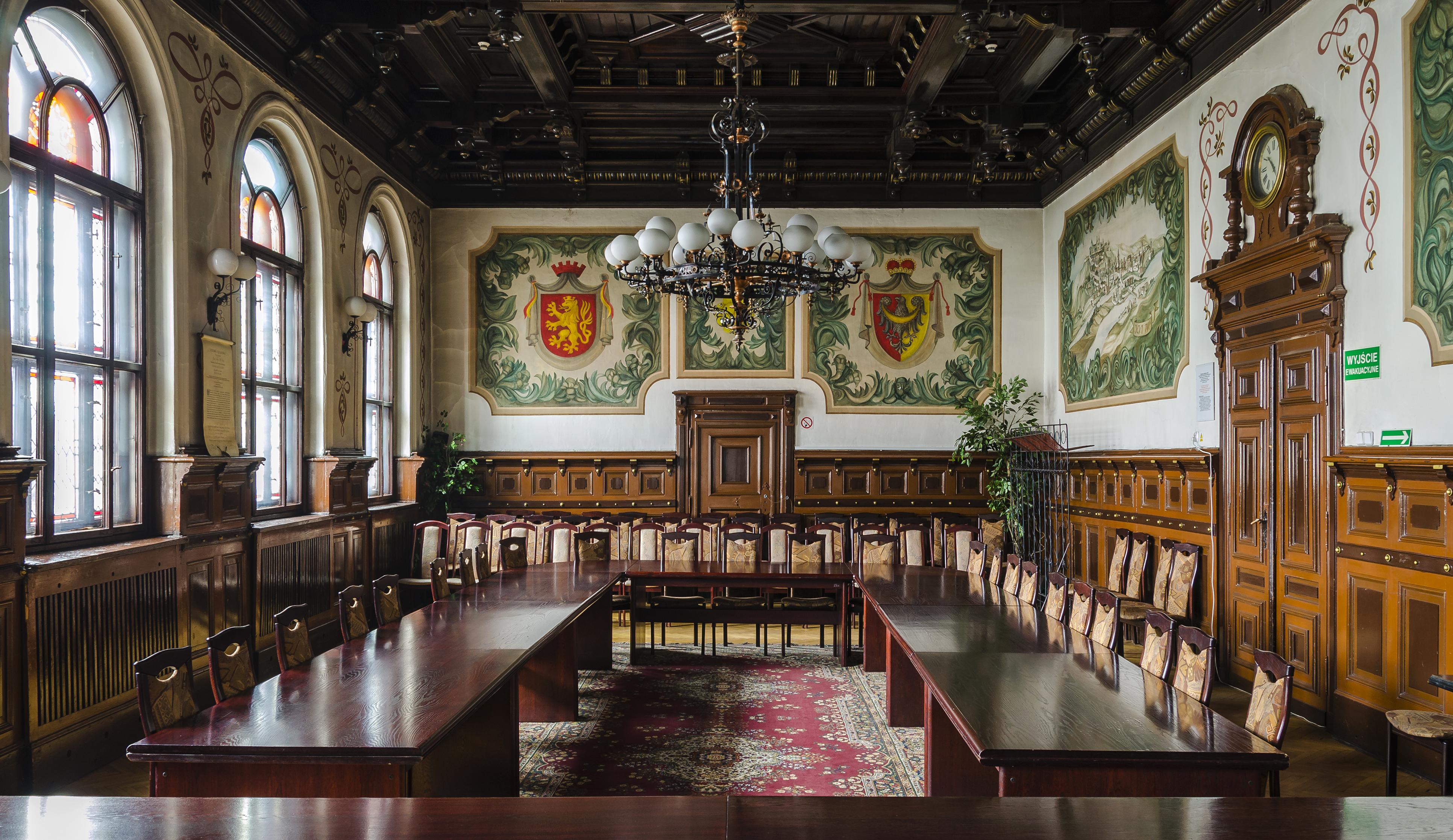
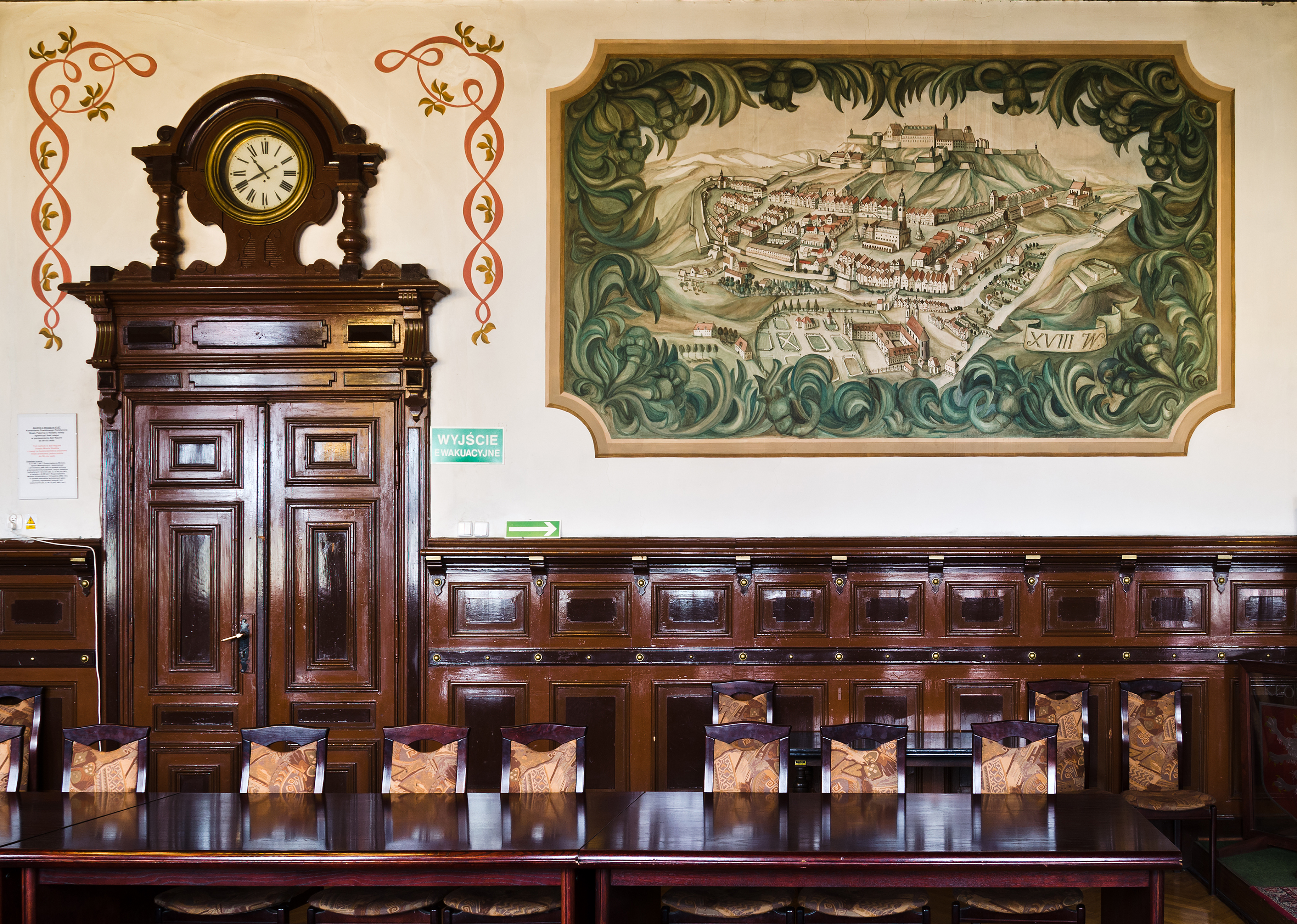
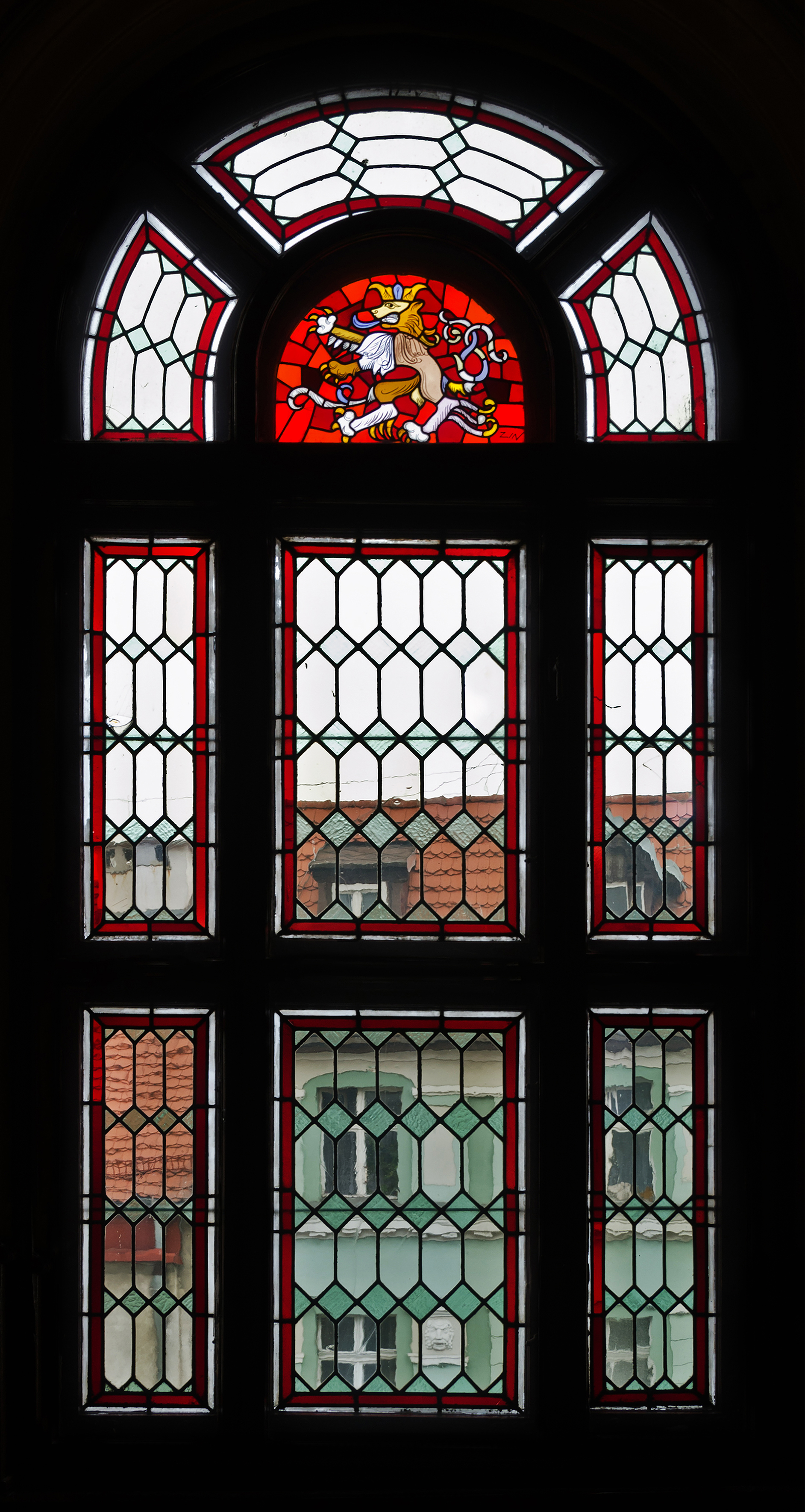
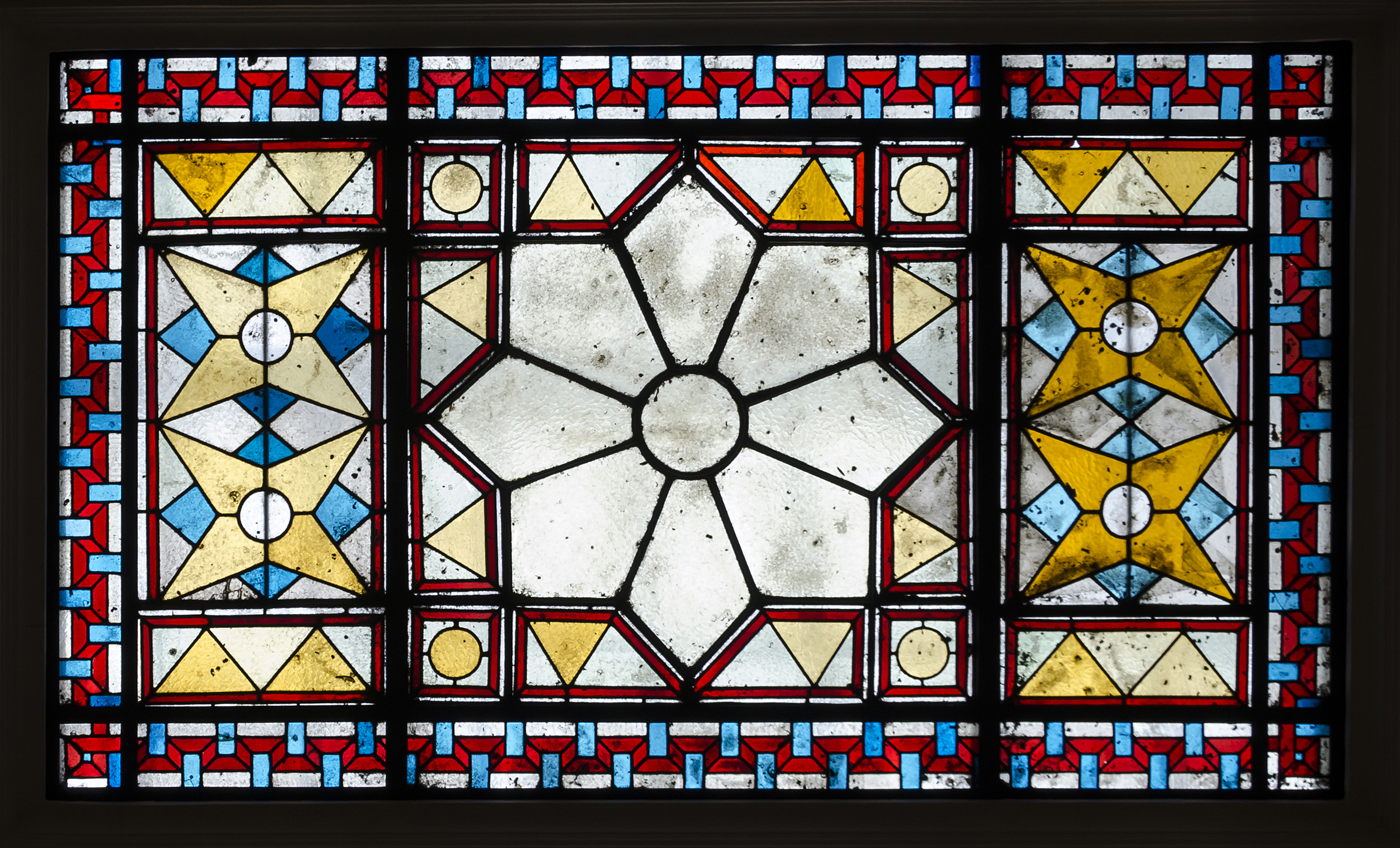
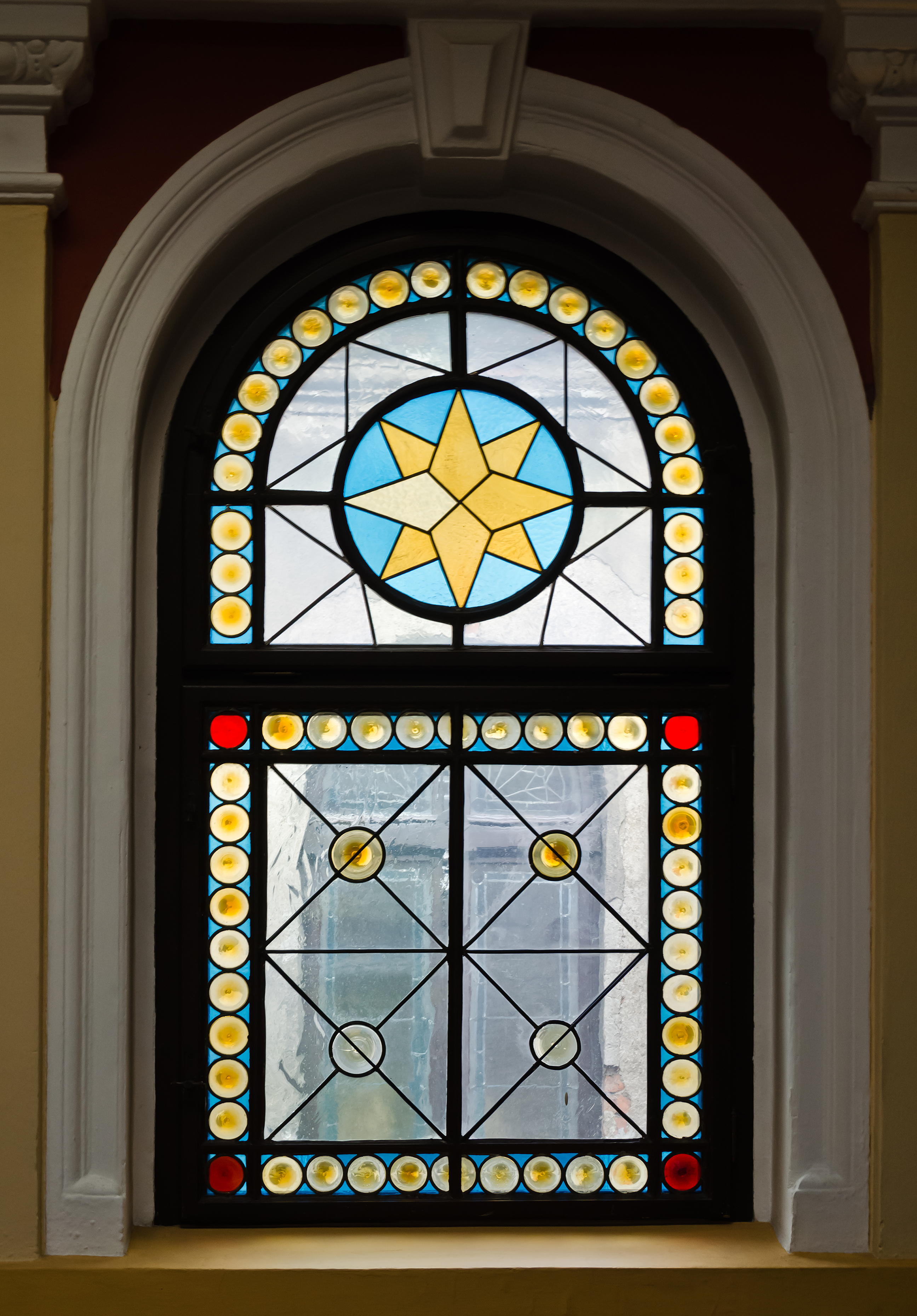
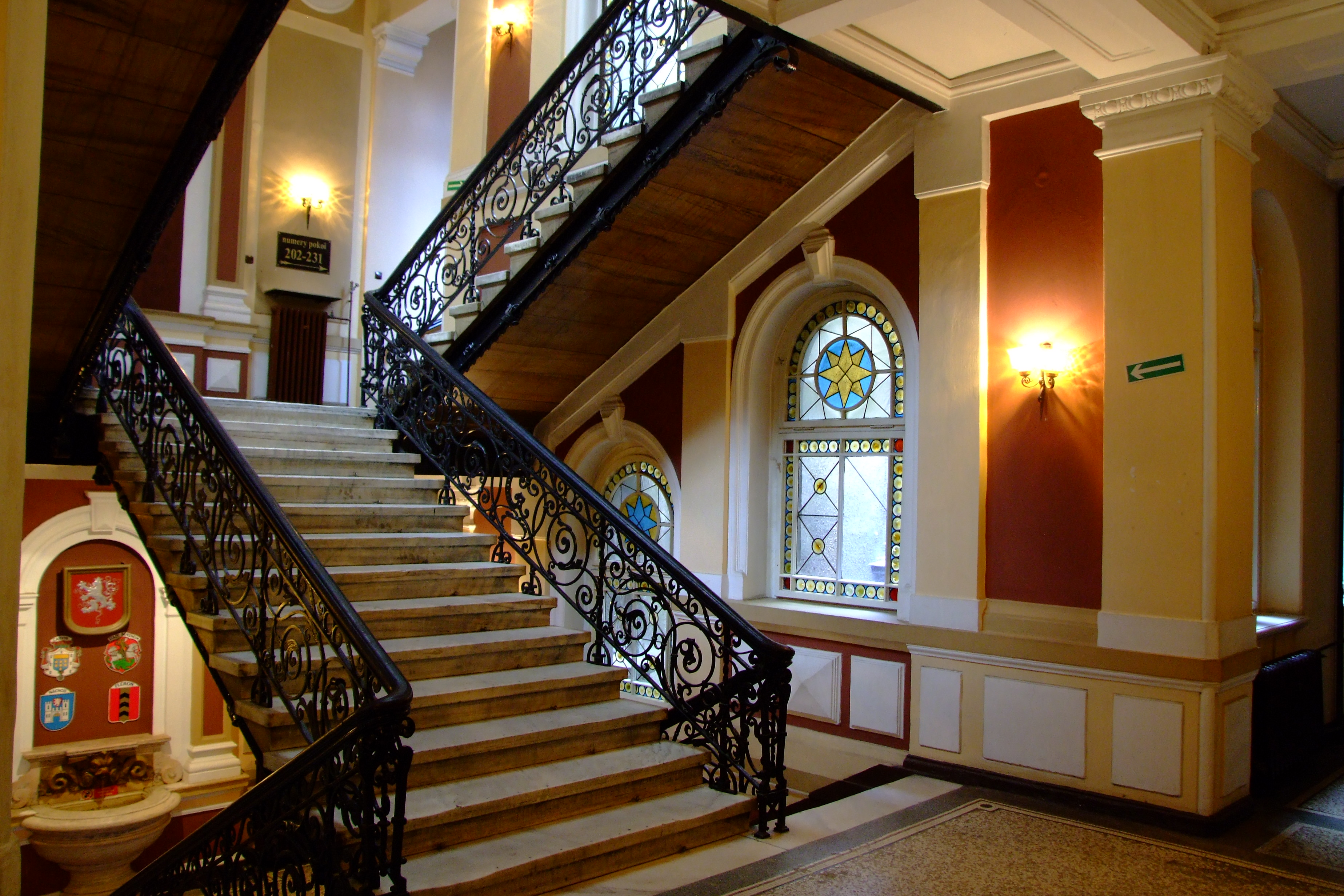
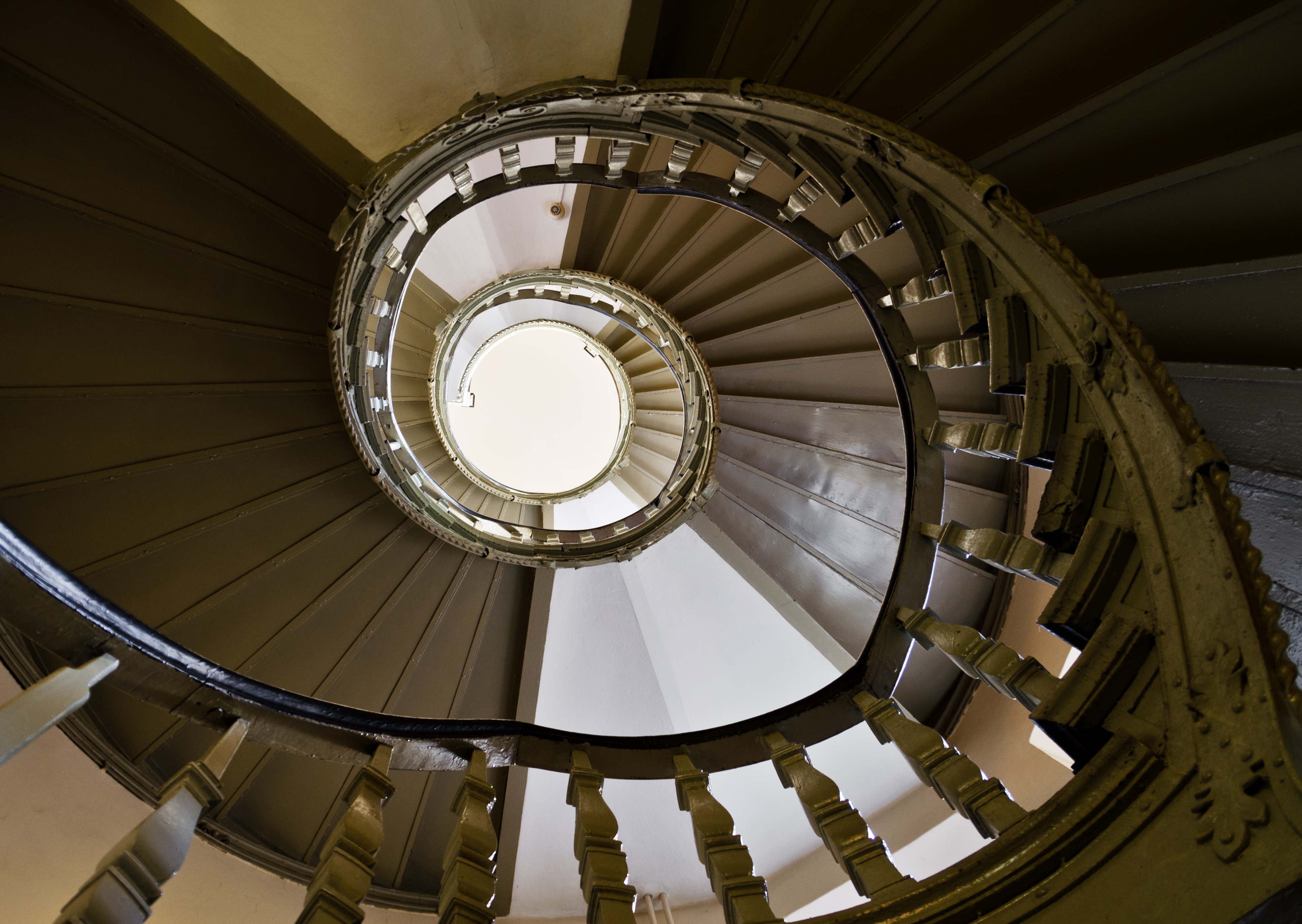
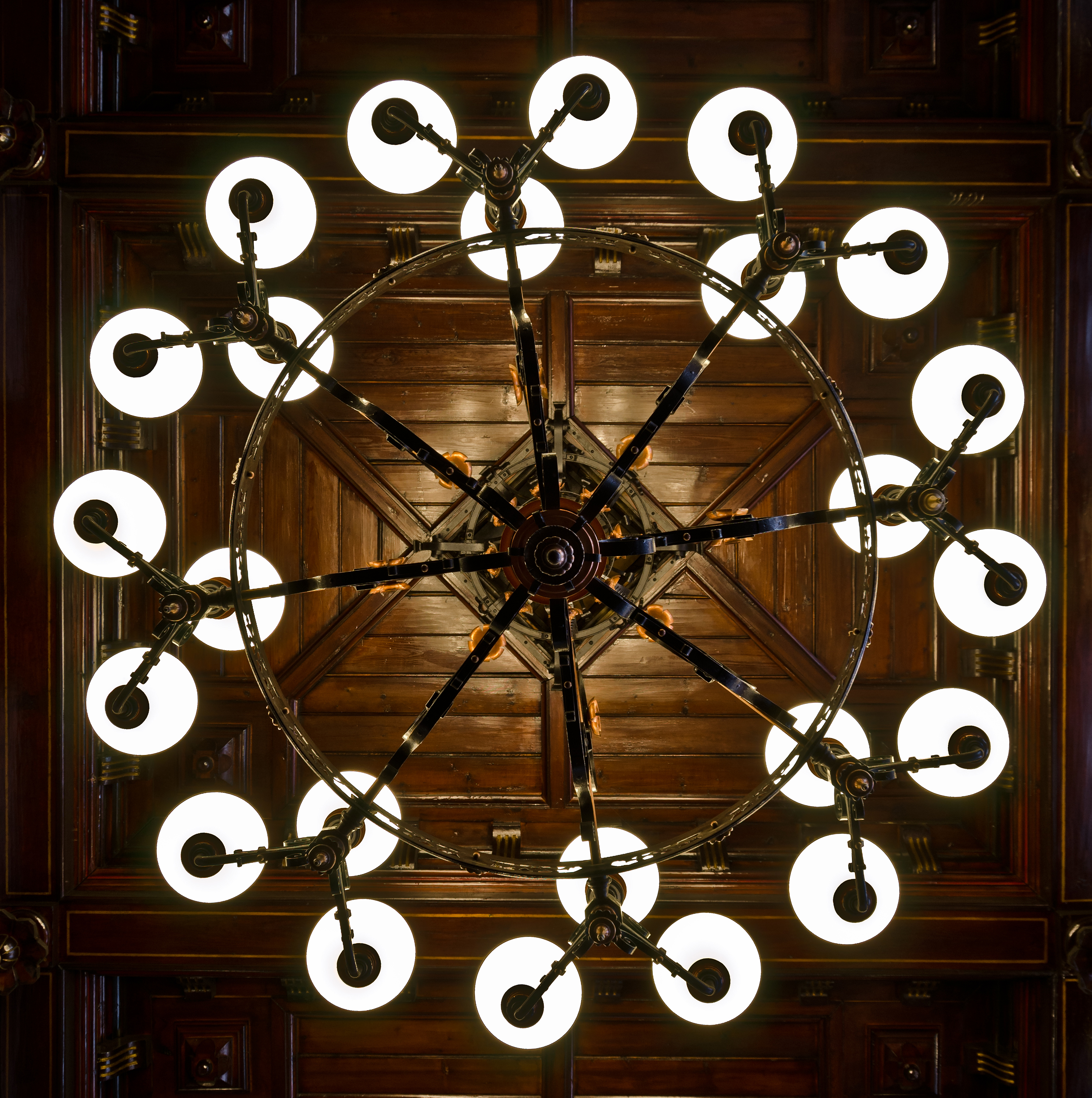